# Idactus hieroglyphicus
Idactus hieroglyphicus är en skalbaggsart som först beskrevs av Taschenberg 1883.  Idactus hieroglyphicus ingår i släktet Idactus och familjen långhorningar. Inga underarter finns listade i Catalogue of Life.